# Modern Romance (Francis Rossi e Bernard Frost)
Modern Romance è un singolo inciso da Francis Rossi e Bernard Frost, uscito nel maggio del 1985.
Il brano si piazzò al n. 54 delle classifiche inglesi.

## Tracce
1. Modern Romance - 3:35 - (Rossi/Frost)
2. I Wonder Why - 4:00 - (Rossi/Frost)